# Schizomus procerus
Schizomus procerus är en spindeldjursart som först beskrevs av Hansen 1905.  Schizomus procerus ingår i släktet Schizomus och familjen Hubbardiidae. Inga underarter finns listade i Catalogue of Life.